# Carissa spinarum
Espèce
Classification phylogénétique
Synonymes
- Antura edulis Forssk.[1]
- Antura hadiensis J.F.Gmel.[1]
- Arduina brownii K.Schum.[1]
- Arduina campenonii Drake[1]
- Arduina edulis (Forssk.) Spreng.[1]
- Arduina inermis (Vahl) K.Schum.[1]
- Arduina laxiflora (Benth.) K.Schum.[1]
- Arduina xylopicron (Thouars) Baill.[1]
- Azima pubescens Suess.[1]
- Cabucala brachyantha Pichon[1]
- Carandas edulis (Forssk.) Hiern[1]
- Carissa abyssinica R. Br.[1]
- Carissa brownii F. Muell.[2]
- Carissa brownii F.Muell.[1]
- Carissa campenonii (Drake) Palacky[1]
- Carissa dalzellii Bedd.[1]
- Carissa diffusa Roxb.[2]
- Carissa edulis (Forssk.) Vahl[1]
- Carissa edulis Vahl[2]
- Carissa gangetica Stapf ex Gamble[1]
- Carissa hirsuta Roth[1]
- Carissa inermis Vahl[1]
- Carissa lanceolata Dalzell[1]
- Carissa macrophylla Wall. ex G.Don[1]
- Carissa obovata Markgr.[1]
- Carissa opaca Stapf ex Haines[2]
- Carissa ovata R. Br.[2]
- Carissa papuana Markgr.[1]
- Carissa revoluta Scott-Elliot[1]
- Carissa scabra R.Br.[1]
- Carissa spinarum L. (préféré par GRIN)[2]
- Carissa tomentosa A.Rich.[1]
- Carissa velutina Domin[1]
- Carissa xylopicron Thouars[1]
- Carissa yunnanensis Tsiang & P.T.Li[1]
- Damnacanthus esquirolii H.Lév.[1]
- Jasminonerium densiflorum (Baker) Kuntze[1]
- Jasminonerium edule (Forssk.) Kuntze[1]
- Jasminonerium inerme (Vahl) Kuntze[1]
- Jasminonerium laxiflorum (Benth.) Kuntze[1]
- Jasminonerium madagascariense (Thouars) Kuntze[1]
- Jasminonerium ovatum (R.Br.) Kuntze[1]
- Jasminonerium pubescens (A.DC.) Kuntze[1]
- Jasminonerium sechellense (Baker) Kuntze[1]
- Jasminonerium tomentosum (A.Rich.) Kuntze[1]
- Jasminonerium xylopicron (Thouars) Kuntze[1]

Carissa edulis ou Carissa spinarum ou Carissa pubescens A. DC., encore appelé tchaboule bali, bagozahi ou chizaki en foulfouldé, est une espèce d'arbuste épineux de la famille des Apocynaceae originaire d’Afrique tropicale mais qu'on retrouve en Afrique tropicale et en Asie tropicale, en Australie et certaines des îles de l'Océan Indien, notamment La Réunion, où il est protégé.
C'est une espèce de milieu côtier semi-aride largement répandue en Afrique. Au Cameroun, elle est présente dans les savanes soudaniennes et guinéennes de même que dans les zones côtières à proximité de la forêt caducifoliée.
Arbuste très ramifié et à feuilles persistantes épineux, sa hauteur est au-delà de 5 m et forme un couvert végétal dense pouvant être utilisé comme des haies vives. Toutes les parties de la plante libèrent un latex laiteux blanc et non toxique.

## Description

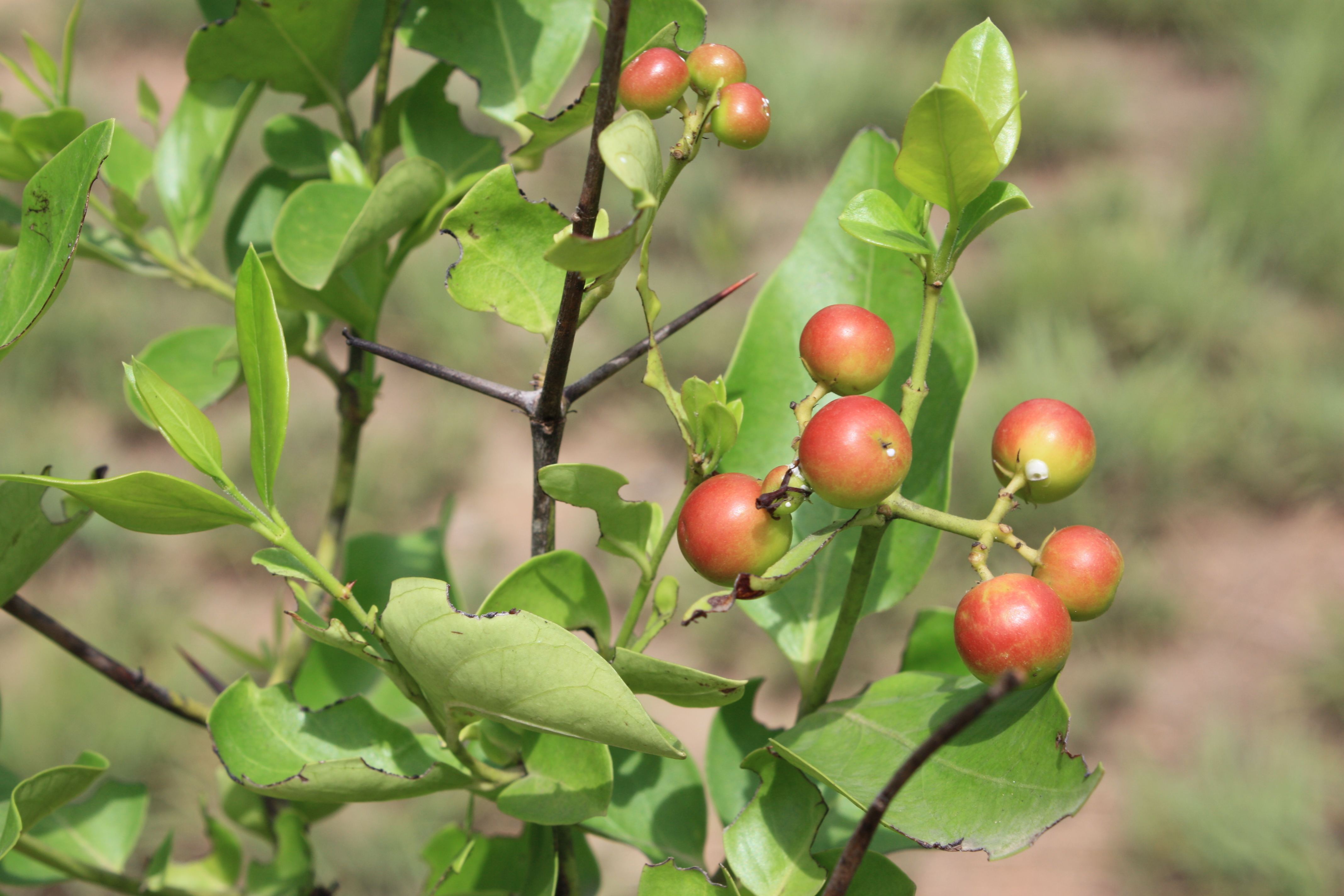
Fruits de Carissa edulis.

Carissa edulis est un arbuste épineux d'une hauteur supérieure à 5 m de hauteur et d'un tronc de 30 cm de diamètre. Son écorce est brune avec des stries fibreuses et des épines longues. Ses feuilles sont simples avec des nervures ayant un latex blanc. Ses inflorescences donnent 6 à 12 fleurs hermaphrodites blanches de 5 cm de longueur. Ses fruits sont des baies rouges de 1,5 cm de diamètre contenant 2 à 4 graines dans la pulpe. Les fruits noircissent à maturité. La reproduction de la plante se fait par boutures. Sa culture a été expérimentée à Gashiga au Nord Cameroun.

## Utilisation
Servant parfois de haie vive, Carissa edulis est mellifère et ornementale. Elle est utilisée pour l'alimentation animale et sert de médicaments en Afrique centrale et de l’Ouest. Le fruit comestible sert à la production de confitures ou de vinaigre. Elle est utilisée comme antihelminthique ou succédané de l’absinthe, dans le traitement du paludisme, de la carie dentaire, des adénites, des gastrites, de l’asthme, des maladies vénériennes et de l’impuissance sexuelle, du rhum ou du genièvre.

## Synonymes
Le Carissa spinarum L. a été décrit pour la première fois en 1771 par Carl von Linné dans son ouvrage Mantissa Plantarum. Une variété de synonymes sont connus pour le bois amer,:
- Antura edulis Forssk., Fl. Aegypt.-Arab.: cvi (1775).
- Carissa edulis (Forssk.) Vahl, Symb. Bot. 1: 22 (1790).
- Antura hadiensis J.F.Gmel., Syst. Nat. ed. 13[bis]: 405 (1791), nom. illeg.
- Carissa inermis Vahl, Symb. Bot. 3: 43 (1794).
- Carissa lanceolata R.Br., Prodr. Fl. Nov. Holland.: 468 (1810).
- Carissa ovata R.Br., Prodr. Fl. Nov. Holland.: 468 (1810).
- Carissa obovata Markgr., Adansonia, n.s., 10: 25 (1970).
- Carissa oleoides Markgr., Adansonia, n.s., 10: 26 (1970).
- Carissa septentrionalis (Pichon) Markgr., Adansonia, n.s., 10: 26 (1970).
- Carissa yunnanensis Tsiang & P.T.Li, Acta Phytotax. Sin. 11: 347 (1973).

## Liste des variétés et sous-espèces
Selon Catalogue of Life (20 septembre 2017) :
- variété Carissa spinarum var. microphylla
- variété Carissa spinarum var. scandens

Selon Tropicos (20 septembre 2017) (Attention liste brute contenant possiblement des synonymes) :
- sous-espèce Carissa edulis subsp. continentalis Pichon
- sous-espèce Carissa edulis subsp. edulis
- sous-espèce Carissa edulis subsp. madagascariensis (Thouars ex Poir.) Pichon
- variété Carissa edulis var. ambungana Pichon
- variété Carissa edulis var. comorensis Pichon
- variété Carissa edulis var. densiflora (Baker) Pichon
- variété Carissa edulis var. edulis
- variété Carissa edulis var. horrida (Pichon) Markgr.
- variété Carissa edulis var. lucubea Pichon
- variété Carissa edulis var. major Stapf
- variété Carissa edulis var. microphylla Pichon
- variété Carissa edulis var. nummularis Pichon
- variété Carissa edulis var. revoluta (Scott-Elliot) Markgr.
- variété Carissa edulis var. sechellensis (Baker) Pichon
- variété Carissa edulis var. septentrionalis Pichon
- variété Carissa edulis var. subtrinervia Pichon
- variété Carissa edulis var. tomentosa (A. Rich.) Stapf